# Lorenz Kienzle (Fotograf)

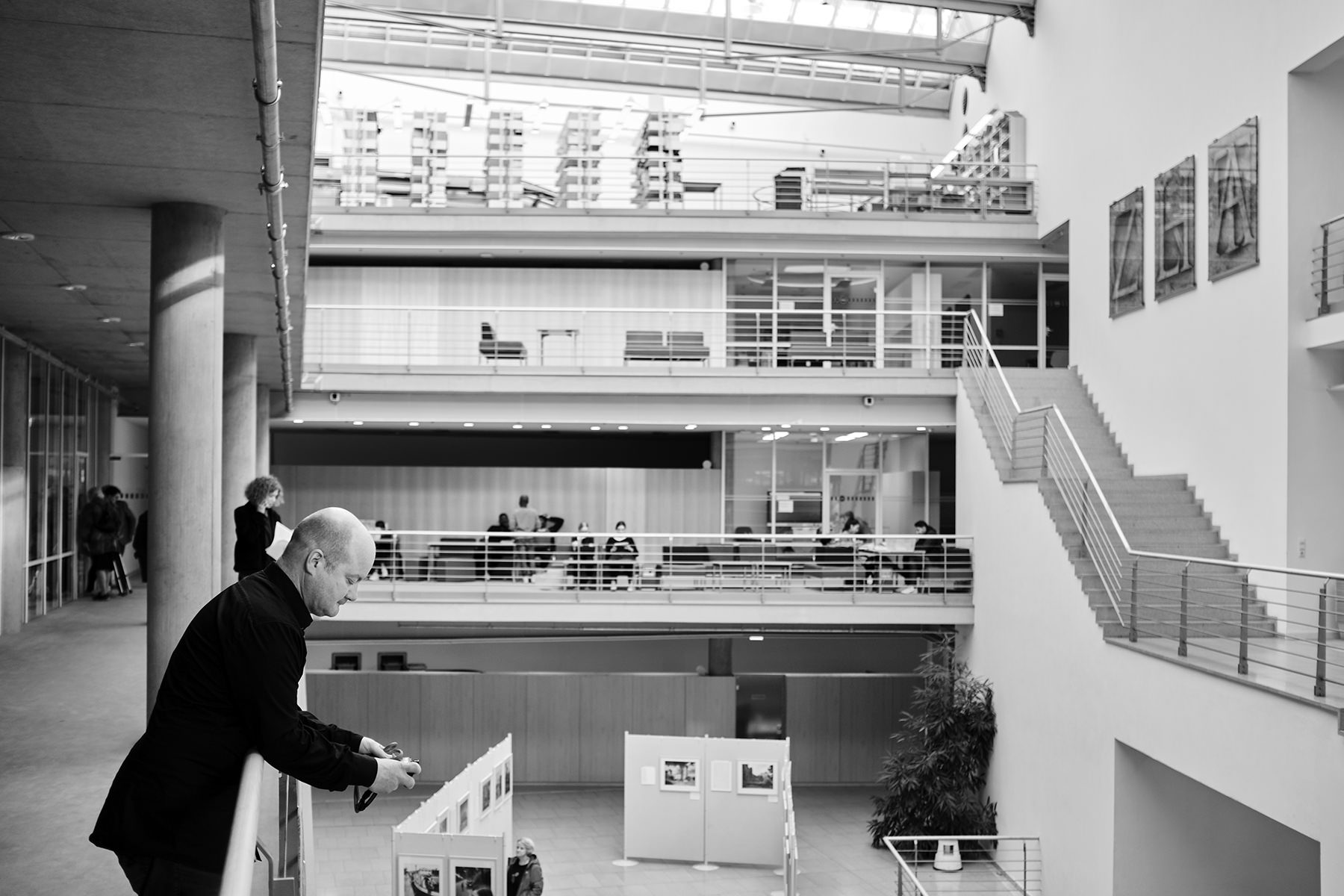
Lorenz Kienzle (Göttingen 2019), Foto: Ralf König

Lorenz Kienzle (* 15. November 1967 in München) ist ein deutscher Fotograf. Er lebt seit 1991 in Berlin.

## Leben
Die Kindheit und Jugend verlebte Lorenz Kienzle in München. Gut erinnert sich Lorenz Kienzle an das erste Foto, das er noch während seiner Schulzeit in den 1980er Jahren selbst vergrößert hat, wie er der Berliner Woche im Zusammenhang mit der Ausstellung Mein erstes gutes Foto in der Galerie der Berliner Brotfabrik im Jahr 2015 berichtete. „Im Kunstunterricht meiner Schule hatte ich nur eine einzige Stunde in der Dunkelkammer verbracht. Ich erinnere mich noch, wie der Lehrer mich hetzte, das Fotopapier schnell von Schale zu Schale zu lupfen.“
Nach einem einjährigen Aufenthalt in Rom (1990–1991) am Istituto Superiore di Fotografia absolvierte er eine Ausbildung zum Fotografen an der Berufsfachschule für Fotografie am Lette-Verein in Berlin (1991–1993). Seit seinem Abschluss im Jahr 1993 ist er als freiberuflicher Fotograf tätig, mit Schwerpunktbildungen im Bereich Industriekultur, Architektur, Stadtraum und Porträt. Fotografische Werke von ihm erschienen in dieser Zeit u. a. in der taz und der Zeit. Er arbeitet überwiegend analog mit einer Großformatkamera und s/w-Film.

## Werk
Seit 1999 ist Lorenz Kienzle im Bereich der dokumentarischen Fotografie für Museen und andere Kulturinstitutionen tätig. Ab 2006 fotografierte er weltweit Großplastiken des amerikanischen Künstlers Richard Serra im öffentlichen Raum. Darunter auch im Jahr 2008 im Auftrag Serras im Grand Palais in Paris, im Zuge der Monumenta 2008, die von Serra eigens für diese Ausstellung angefertigte Installation Promenade für den Ausstellungskatalog und sonstige Werbemedien wie Plakate, Pressefotos etc.
In seiner künstlerischen fotografischen Arbeit ist ein Schwerpunkt seit 2002 die Auseinandersetzung mit Werken des Schriftstellers Theodor Fontane. Bei der Serie Tatort Fontane waren dies zunächst vor allem die Romane Fontanes, zu denen Kienzle Fotografien an Originalschauplätzen aus heutiger Perspektive anfertigte. Die Serie wurde 2019 um aktuelle Arbeiten zu insgesamt 11 Romanen ergänzt und in der Ausstellung Fontanes Berlin im Märkischen Museum gezeigt. Durch ein Ausstellungsprojekt mit Archivfotografien des in der DDR bekannten Fotografen Heinz Krüger legte sich sein Fokus seit 2017 auch auf Fontanes Wanderungen durch die Mark Brandenburg. Das Ergebnis zahlreicher Fotoausflüge ins Berliner Umland mit dem Fahrrad findet sich seit März 2019 im Buch Brandenburger Notizen. Fontane – Krüger – Kienzle und einer Ausstellung im Museum Falkensee im Rahmen von Fontane.200, einer von Kulturland Brandenburg geförderten Programmreihe. Weitere Literatur-Recherchen befassen sich mit dem Werk Alfred Döblins. Auch hier sucht Kienzle Originalschauplätze der Romane insbesondere in Berlin auf. Erste Ergebnisse dieser Recherche finden sich in der Publikation des schwedischen Festivals O/Modernt The Art of Borrowing: Or How One Thing Leads to Another (2016).
Fotos von Lorenz Kienzle sind zu finden im Guggenheim-Museum Bilbao, im Deutschen Technikmuseum Berlin, im Industriemuseum Brandenburg und in zahlreichen Privatsammlungen. Im Jahr 2016 kaufte das Stadtmuseum Berlin seine Bildserie Tatort Fontane an. Sie wurde im Rahmen von Fontane 200 ab September 2019 zusammen mit Originalhandschriften von Fontane-Romanen sowie Stadtansichten von Berlin aus der Zeit Fontanes in der Schau Fontanes Berlin – Fotografien & Schriften. Fiktion & Wirklichkeit gezeigt.
Bei seiner Arbeit an der Porträtserie Ein Jahr Heimat begleitete ihn der syrische Filmemacher Omar Akahare mit der Kamera. Das dokumentarische Kurzporträt über Lorenz Kienzle, One Year Home, wurde bei der Eröffnung der gleichnamigen Ausstellung im Käthe-Kollwitz-Museum Berlin am 26. Februar 2017 uraufgeführt.
Seit 2017 sichtete und digitalisierte Kienzle das Fotoarchiv der Müllroser Fotografin Ursula Raschke, was im Jahr 2020 auf seine Initiative in ein Ausstellungsprojekt im Internet und im Stadtraum von Müllrose mündete. Nach Fertigstellung der im Umbau befindlichen Räume des dortigen Heimatmuseums soll im Jahr 2023 das Werk Raschkes auch dort mit einer von Kienzle kuratierten Ausstellung gezeigt werden.
Im Rahmen des Themenjahres von Kulturland Brandenburg im Jahr 2021 Zukunft der Vergangenheit – Industriekultur in Bewegung zeigte Kienzle unter dem Titel Brandenburger Industrielandschaften 1992–2021 erstmals eine Retrospektive seiner Arbeiten zur Industriekultur in der Festung Senftenberg und in der Museumsfabrik Pritzwalk, die einen Zeitraum von drei Jahrzehnten umspannt. Für das zweite Quartal 2024 erhielt er ein Stipendium der Villa Aurora in Los Angeles für das Projekt Döblin im Exil.

## Auszeichnungen
- 2004: Muse Medallion der American Cat Writers’ Association für das Buch ABC Cat in der Kategorie Best Black and White Photo Series, Houston[14]
- 2023: DigAMus Award, mit Ronka Oberhammer, Omar Akahare und dem Museumsverband Brandenburg für ein fünfteiliges Video-Tutorial zu Objektfotografie[15]

## Stipendien
- 1996: Eddie Adams-Grant für den Workshop Barnstorm IX, New York City
- 1997: Stipendium des BildForums Herten für den Workshop für Fotojournalismus, Herten
- 2005: Förderpreis der Verwertungsgesellschaft Bild-Kunst für das Fotoprojekt Neukölln, Bonn[16]
- 2012: Förderpreis der der VG Bild-Kunst für das Fotoprojekt Döblins Berlin, Bonn[16]
- 2016: Ankauf von Tatort Fontane über die Künstlerförderung der Lotto-Stiftung Berlin des Berliner Senats[17]
- 2022: Förderpreis der VG Bild-Kunst für das Fotoprojekt Döblin im Exil[16]
- 2024: Villa-Aurora-Stipendium der Senatsverwaltung für Kultur und Europa in Berlin für Döblin im Exil, Los Angeles[13]

## Ausstellungen (Auswahl)

### Einzelausstellungen
- Monti Sabini, Photofusion Gallery London, 1995
- Im Lausitzer Braunkohlerevier, Internationale Fototage Herten, 1997
- Monti Sabini, Exposure – Hereford Photography Festival, England 1999
- Hutmacher, Städtisches Museum Sprucker Mühle Guben, 2000
- Terra da Mare, Centro Civico di Cornigliano, Genua 2001
- The Hat Factory, Exposure – Hereford Photography Festival, England 2001
- Kommen, Bleiben, Gehen, Deutsch-Polnisches Kulturfestival Le Week End 3, Guben/Gubin, 2001
- Les chapeliers de Guben, Musée du chapeau, Chazelles-sur-Lyon 2002
- Terra da Mare, Photogalerie 94, Ennetbaden, Schweiz 2004
- Guben/Gubin, Exposure – Hereford Photography Festival, England 2004
- Museum/Porträt, Ministerium für Wissenschaft, Forschung und Kultur, Potsdam 2005
- Hutmacher, Westfälisches Industriemuseum, Textilmuseum Bocholt, 2007
- Gefängnis Luckau, Niederlausitzmuseum Luckau, 2009[18]
- Tatort Fontane, Museum Neuruppin, 2010
- Neukölln, Galerie im Körnerpark, Berlin 2011
- Tatort Fontane, Museum und Galerie Falkensee, 2012[19]
- Hutmacher, LVR-Industriemuseum Textilfabrik Cromford, 2014/2015
- Rüstung auf dem Prüfstand. Kummersdorf, Peenemünde und die totale Mobilmachung, Historisch-Technisches Museum Peenemünde, 2014/2015[20]
- Horno, im Rahmen der Ausstellung Alltag Einheit, Deutsches Historisches Museum Berlin, 2015/2016
- Gesichter des Käthe-Kollwitz-Museums, zus. m. Ronka Oberhammer, Käthe-Kollwitz-Museum Berlin, 2016
- Ein Jahr Heimat, Käthe-Kollwitz-Museum Berlin, 2017[21]
- Beiträge zu Krieg oder Raumfahrt? Peenemünde in der öffentlichen Erinnerung seit 1945. Sonderausstellung im Historisch-Technischen Museum Peenemünde 2019/2020
- Brandenburger Notizen: Fontane – Krüger – Kienzle. Ausstellung Museum und Galerie Falkensee[22]; Kurt Tucholsky Literaturmuseum Schloss Rheinsberg, Remise[23]; Universitätsbibliothek Göttingen 2019[24]
- Fontanes Berlin – Fotografien & Schriften. Fiktion & Wirklichkeit. Märkisches Museum Berlin, 2019
- Lorenz Kienzle Werkschau. Fotografien von 1994–2018. Galerie Argus Fotokunst Berlin, 2020[25][26]
- Gutspark Karwe. In: Wildnis, Gelände, Natur. Zus. m. Ursula Böhmer, Ingar Krauss, Werner Mahler, Galerie Amalienpark – Raum für Kunst, Berlin, 2021[27]
- Brandenburger Industrielandschaften 1992–2021. Kunstsammlung Lausitz in der Festung Senftenberg und Museumsfabrik Pritzwalk, 2021
- Die Ruinen von Peenemünde – Vom Werden und Vergehen einer Rüstungslandschaft. Historisch-Technisches Museum Peenemünde, 2023/2024[28]

### Als Kurator
- 101 x Müllrose (1963–1984). Fotografien aus dem Archiv der Fotografin Ursula Raschke. Online-Ausstellung und Ausstellung im Stadtraum von Müllrose, 2020[29]

## Veröffentlichungen (Auswahl)
- Historisch-Technisches Museum Peenemünde (Hrsg.): Die Ruinen von Peenemünde: Vom Werden und Vergehen einer Rüstungslandschaft. Quintus-Verlag, Berlin 2023, ISBN 978-3-96982-074-2.
- Arbeitswelten und Lebensräume. Brandenburger Industrielandschaften 1992–2021. Verlag für Berlin-Brandenburg, Berlin 2021, ISBN 978-3-96982-009-4.
- Brandenburger Notizen. Fontane – Krüger – Kienzle. Verlag für Berlin-Brandenburg, Berlin 2019. ISBN 978-3-947215-42-3.
- It's still there: Döblin's Alexanderplatz, in: The Art of Borrowing: Or How One Thing Leads to Another. Publikation des Festival O/Modernt, Cambridge/Stockholm 2016.
- Alfred Pacquement, Richard Serra. Steidl Verlag, Göttingen 2015. ISBN 978-3-86930-912-5.
- Philipp Aumann, Rüstung auf dem Prüfstand. Kummersdorf, Peenemünde und die totale Mobilmachung. Ch. Links Verlag, Berlin 2015. ISBN 978-3-86153-864-6.
- Sein Glück verdienen – Theodor Fontanes zeitlose Heldinnen, zus. m. Burkhard Spinnen, Knesebeck Verlag, München 2012. ISBN 978-3-86873-393-8.
- Die Befreiungshalle Kelheim: Geschichte – Mythos – Gegenwart. Regensburger Studien zur Kunstgeschichte, hg. v. Christoph Wagner. Verlag Schnell & Steiner, Regensburg 2012. ISBN 978-3-7954-2617-0.
- Constantin Brancusi and Richard Serra. Fondation Beyeler/Guggenheim Bilbao, Hatje Cantz Verlag, Berlin/Stuttgart 2009, 2. Aufl. 2011. ISBN 978-3-7757-2821-8.
- Museen in Brandenburg. Museumsführer, hg. v. Museumsverband Brandenburg e. V. 2008.
- Monumenta 2008. Richard Serra, Promenade. Ausstellungskatalog, hg. v. Centre National des Artes Plastiques / Editions du Centre Pompidou, Paris 2008. ISBN 978-2-84426-360-5.
- Luckau – Tor zur Niederlausitz. Mensch, Kultur, Natur. Ausstellungskatalog, Niederlausitz-Museum Luckau, 2008.
- Richard Serra, Recent Works. Ausstellungskatalog, Gagosian Gallery, London 2007.
- Richard Serra, Sculpture: Forty Years. Ausstellungskatalog, Museum of Modern Art, New York 2006. ISBN 978-0-87070-712-4.
- Katten ABC. BZZTôH Publishers, Den Haag 2006. ISBN 978-90-453-0543-1.
- Das Katzen ABC. Knesebeck Verlag, München 2005. ISBN 978-3-89660-279-4.
- Le cas du chat. Edition Manise, Paris 2005. ISBN 978-2-84198-248-6.
- Schwarze Pumpe. hg. v. Vattenfall Europe Mining & Generation. INIK (Institut für Neue Industriekultur), Forst 2005. ISBN 978-3-00-016230-5.
- ABC Cat. Stewart, Tabori & Chang, New York 2004. ISBN 978-1-58479-385-4.
- Hutmacher. Ausstellungskatalog, Städtisches Museum Guben, 2000.